# Evgenija Pavlovna Sokolova
Evgenija Pavlovna Sokolova (in russo Евгения Павловна Соколова?; San Pietroburgo, 1º dicembre 1850 – Leningrado, 2 agosto 1925) è stata una ballerina russa.
Una delle ballerine più note del suo periodo, dopo il suo ritiro divenne un'insegnante di danza.

## Biografia
Studiò all'Accademia imperiale del balletto con Marius Petipa, Christian Johansson e Lev Ivanovič Ivanov. Dopo aver finito gli studi nel 1869 si unì al Teatro Bol'šoj Kamennyj, dove si esibì nei ruoli principali delle opere di Petipa, come Les Aventures de Pélée, Sogno di una notte di mezza estate, Roxana, Mlada, La Nuit et le Jour, L'Offrande à l'amour e Pygmalion.
Insegnò al Teatro Mariinskij dal 1902 al 1904 e dal 1920 al 1923. Tra i suoi studenti vi furono Anna Pavlovna Pavlova, Vera Aleksandrovna Trefilova, Tamara Platonovna Karsavina, Ljubov' Nikolaevna Egorova e Ol'ga Aleksandrovna Spesivceva. Morì a Leningrado all'età di 74 anni.